# Chikan (contacto corporal)
Chikan (痴漢, チカン, ちかん?) es un término japonés que refiere al acoso sexual u otro acto obsceno llevado a cabo contra la voluntad de la víctima, o a una persona que comete tal acto. El término se utiliza con frecuencia para describir a los hombres que aprovechan las condiciones de hacinamiento en los sistemas de transporte público para tocar a las personas sexualmente. Si bien el término no está definido en el sistema legal japonés, el uso vernáculo de la palabra describe actos que violan varias leyes. El neologismo que se refiere al chikan femenino es chijo.

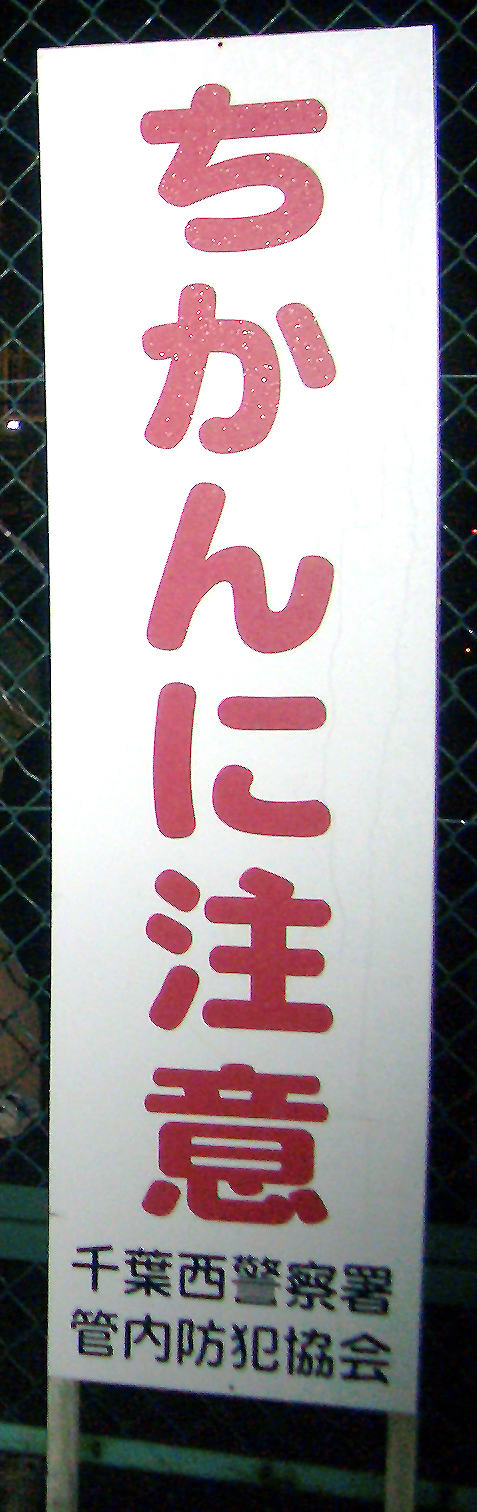
Un cartel fuera de un estacionamiento de bicicletas en Chiba, Japón, advierte "Cuidado con el Chikan."

En psicología clínica, este deseo se llama frotismo. Aunque las mujeres en los trenes abarrotados en Japón son los objetivos más frecuentes del chikan, los depredadores sexuales en Japón también pueden aprovecharse de personas de ambos sexos en otras situaciones. Una de esas situaciones (se advierte en el cartel que se muestra a la derecha) es en estacionamientos para bicicletas, donde un abusador esperará hasta que una mujer o un hombre se inclinen, al desbloquear el candado de sus bicicletas y luego tocarles por detrás. El chikan a menudo aparece en la pornografía japonesa, junto con otros temas no consensuales. Como parte del esfuerzo para combatir el chikan, algunas compañías ferroviarias han designado vehículos de pasajeros exclusivos para mujeres.